# بيتر ميلر (روائي)
بيتر ميلر (بالإنجليزية: P. Schuyler Miller) (و. 1912 – 1974 م) هو روائي، وناقد أدبي، وكاتب خيال علمي، وصحفي أمريكي، ولد في تروي، نيويورك، توفي في فيرجينيا الغربية، عن عمر يناهز 62 عاماً.